# Maria Oktiabrskaïa
Maria Vassilievna Oktiabrskaïa (en russe : Мария Васильевна Октябрьская), née en 1902 ou 1905 en Crimée et morte le 15 mars 1944 à Smolensk, est une militaire soviétique ayant combattu pendant la Seconde Guerre mondiale.
Aux commandes de son char « Boïévaïa Podrouga » (« la petite amie combattante »), elle participe à la bataille de Smolensk en 1943. Elle est également la première femme pilote de char à obtenir le titre de héros de l'Union soviétique.

## Biographie
Maria Vassilievna Oktiabrskaïa est née dans une famille paysanne dans la péninsule de Crimée. Les dates de naissance citées sont le 3 août 1902 et le 16 août 1905. Elle fait partie d'une fratrie de dix enfants. Avant la Seconde Guerre mondiale, elle travaille dans une conserverie et aussi comme opératrice téléphonique[réf. souhaitée]. En 1925, elle épouse un officier de l'armée soviétique. Mariée, elle s'intéresse aux affaires militaires. Elle s'implique dans l'armée des femmes et est formée comme infirmière dans l'armée. Elle apprend à utiliser des armes et à conduire des véhicules.
Durant la Seconde Guerre mondiale, lors du déclenchement de l'opération Barbarossa, elle est évacuée à Tomsk en Sibérie. C'est là qu'elle apprend, en 1943, que son mari a été tué au combat vers Kiev, en août 1941.
À 38 ans, elle participe à un programme de formation de chars de cinq mois. Ces cinq mois de formation étaient inhabituels pour les équipages de chars à l'époque, généralement les équipages de chars étaient précipités directement sur la ligne de front avec une formation minimale.

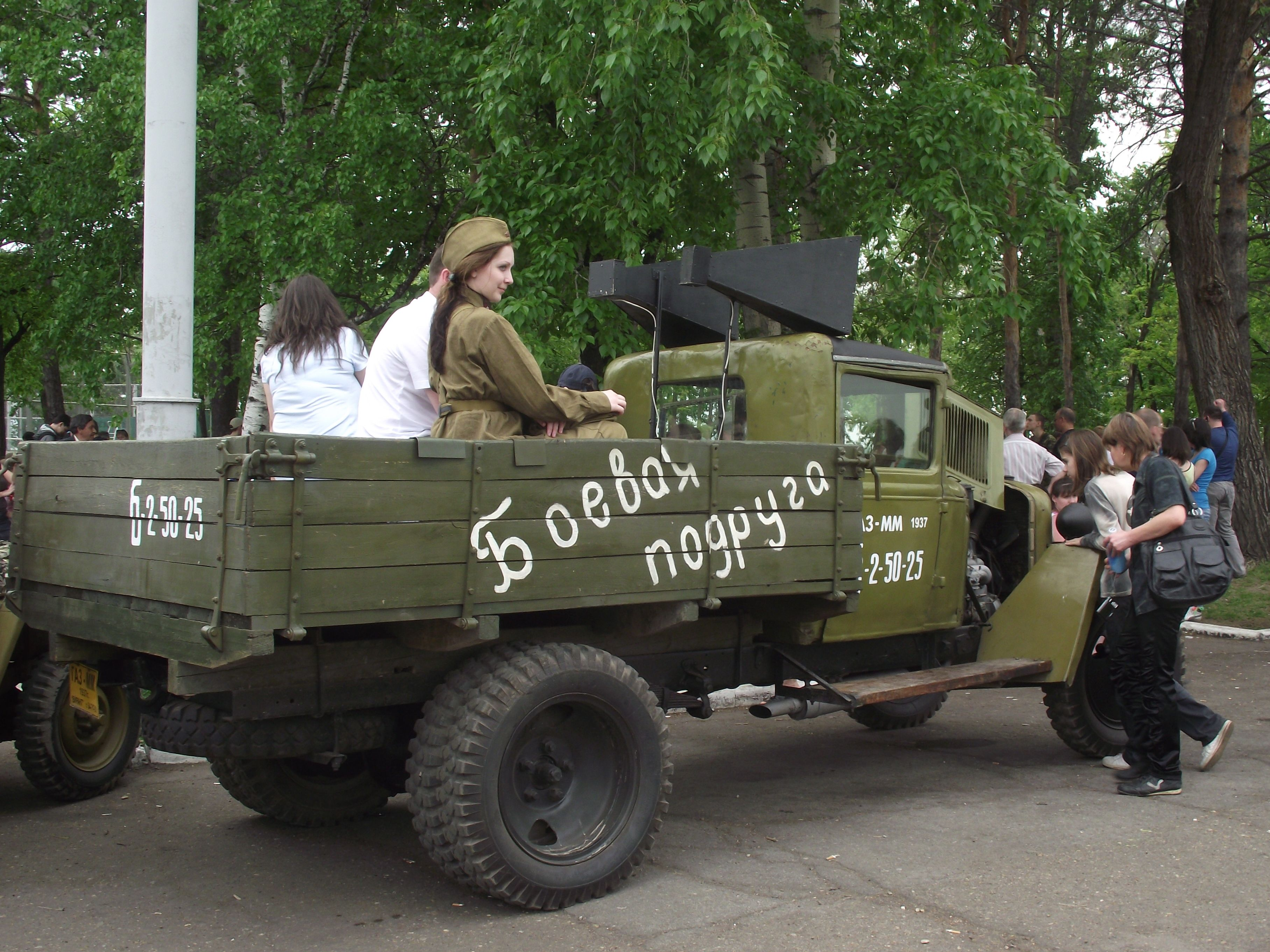
Hommage à Maria Oktiabrskaïa : l'inscription Боевая подруга sur un véhicule militaire (2012).

Le 18 janvier 1944, lors d'un combat pour la gare de Krynki (oblast de Vitebsk dans l’actuelle Biélorussie), elle répare son char endommagé sous le feu ennemi lorsqu'un éclat d’obus la blesse grièvement à l'œil. Tombée dans le coma, elle meurt le 15 mars à l’hôpital militaire de Smolensk.
En sa mémoire, trois autres chars après le sien seront successivement baptisés Boïévaïa Podrouga. La quatrième « petite amie combattante » voit la fin de la guerre en participant à la prise de Königsberg en 1945.
Maria Oktiabrskaïa est la première femme pilote de char à obtenir le titre de Héros de l'Union soviétique.

## Sources de la traduction
- (en) Cet article est partiellement ou en totalité issu de l’article de Wikipédia en anglais intitulé « Mariya Oktyabrskaya » (voir la liste des auteurs).

- (ru) Cet article est partiellement ou en totalité issu de l’article de Wikipédia en russe intitulé « Октябрьская, Мария Васильевна » (voir la liste des auteurs).